# Ignacio Jordán Asso y del Rio
Ignacio Jordán Asso y del Rio (4. června 1742 Zaragoza – 21. května 1814 Zaragoza) byl španělský právník, diplomat a přírodovědec.
Jeho oficiální zkratka pro botanického autora je „Asso“. Jsou po něm jsou pojmenovány rostlinné rody Assonia Cav. 1786 z čeledi slézovitých (Malvaceae) a Assoella J.M.Monts. 1986 z čeledi karafiátovitých (Caryophyllaceae).

## Život
Studoval právo, starověké jazyky a arabštinu v Cerveře, Barceloně a svém rodném městě. Tam se stal univerzitním profesorem a pracoval též jako diplomat španělského království. Kromě prací o právních dějinách, jako například jeho dílo z roku 1771 o kastilském občanském právu a o aragonské ekonomice (1794–1798), vydal v Amsterdamu také knihy o aragonské flóře a fauně – výsledek vlastního výzkumu, a další, například o rybách španělského středomořského pobřeží z roku 1801. Přeložil také z arabštiny důležitá starověká díla Galéna a Euklida. Překládal také moderní autory, jako byli Newton, Descartes a Lamarck, do španělštiny. Ve stáří byl nucen uprchnout ze Zaragozy před Napoleonovými vojsky, ale po skončení okupace se vrátil jako vysoce vážený vlastenec a učenec (studoval také chemii a geologii).

## Dílo (výběr)
- Relacion de los experimentos de agricultura hechos en Zaragoza en el año de 1797 acerca del cultivo y rendimiento en pan de diferentes especies de trigo / por Ignacio de Asso, dostupné on -line.
- El Fuero viejo de Castilla : sacado, y comprobado con el exemplar de la misma obra, que existe en la Real biblioteca de esta corte, y con otros mss. / publícanlo con notas históricas y legales Ignacio Jordán de Asso y del Río y Miguel de Manuel y Rodrígu, dostupné on-line.)
- Synopsis stirpium indigenarum Aragoniae, 1779.